# Marie Colot
Pour les articles homonymes, voir Colot.
Marie Colot, née le 25 juin 1981 à Namur (Wallonie), est une romancière belge pour la jeunesse.

## Biographie
Marie Colot naît le 25 juin 1981 dans le Namurois,. Elle fait des études de philologie romane complétées d'un diplôme en arts du spectacle. Enseignante de français à partir de 2006, elle écrit en parallèle et publie son premier ouvrage, En toutes lettres aux éditions Alice en 2012.
Marie Colot se consacre pleinement à l'écriture et reçoit notamment le prix Libbylit pour Souvenirs de ma nouvelle vie. Elle reçoit également le prix Première Victor du livre jeunesse pour son roman Jusqu'ici tout va bien.
En 2018 paraît Deux Secondes en moins, aux éditions Magnard Jeunesse. Il raconte le destin de deux adolescents, Rhéa et Igor, tous deux victimes d'un événement traumatisant et qui se reconstruisent grâce à la musique,. Le roman est lauréat du prix Farniente, du prix des Incos 2019-2020 et de nombreux autres prix.
Elle publie en 2020 son premier album jeunesse Mamie ça suffit (prix Versele 2022) et poursuit la publication d'albums jeunesse dans plusieurs maisons d'édition.
En 2021, deux romans (l'un junior, l'autre ado) publiés aux éditions Actes Sud Junior reçoivent un bel accueil critique,,,. Eden, fille de personne est sélectionné dans les Pépites 2021 (catégorie Fiction Ados) du Salon du livre et de la presse jeunesse et dans une vingtaine de prix littéraires. 
En 2024, elle écrit le roman graphique Mori illustré par la dessinatrice Noémie Marsily et publié dans la collection « Les randonnées graphiques » aux éditions CotCotCot, qui est récompensé d'une Pépite 2024 (catégorie Fiction Juniors). 
Elle est traduite à l'étranger dans plusieurs langues (coréen, chinois, allemand, portugais).

## Publications

### Littérature jeunesse
- En toutes lettres, Alice Jeunesse, 2012  (ISBN 9782874261633)
- Souvenirs de ma nouvelle vie, Alice Jeunesse, 2013
- À l'encre rouge, Alice Jeunesse, 2014
- Les Dimanches où il fait beau, Motus, 2014
- Les Baleines préfèrent le chocolat, illustrations de Rascal, Alice Jeunesse, 2015  (ISBN 978-2-87426-255-5)
- Dans de beaux draps, Alice Jeunesse, 2015
- Quand les poissons rouges auront des dents, Alice Jeunesse, 2015
- Notre première journée à la mer, illustrations de Florence Weiser, Alice Jeunesse, 2016
- Je ne sais pas, Alice Jeunesse, 2016
- Jusqu'ici tout va bien, Alice Jeunesse, 2017
- Notre premier potager à l'école, illustrations de Florence Weiser, Alice Jeunesse, 2017
- Le Jour des premières fois. Croquettes et Cie, illustrations de Florence Weiser, Alice Jeunesse, 2017
- Deux Secondes en moins, avec Nancy Guilbert, Magnard jeunesse, 2018
- Sa Maison en carton (illustrations de Julie  Staboszevski), Alice Jeunesse, 2018
- Langue de vipère (illustrations de Julie Staboszevski), Alice Jeunesse, 2019
- Mamie ça suffit (illustrations de Françoise Rogier), À pas de loup, 2020
- Nos Premières Élections en classe (illustrations de Florence Weiser), Alice Jeunesse, 2020
- L'Incroyable Bibliothèque Almayer (ouvrage collectif, illustrations de Philippe Debongnie), À pas de loup, 2020
- Point de fuite, avec Nancy Guilbert, Gulfstream Éditeur, 2020
- Ma Musique de nuit et La Danse des signes (illustrations de Pauline Morel), Éditions du Pourquoi pas, 2020
- La Forêt de travers (illustrations de Françoise Rogier), À pas de loup, 2021
- S.O.S. Forêt en détresse (illustrations d'A. Gormand), Éditions Kilowatt, 2021
- Des Mots en fleurs (illustrations de Karolien Vanderstappen), CotCotCot éditions, 2021
- Les Pêcheurs d'éternité (illustrations de Sébastien Mourrain), Actes Sud Junior, 2021
- Eden, fille de personne, Actes Sud Junior, 2021[17]
- Le Club de la cabane (illustrations de Christine Ponchon), Éditions Erasme, 2021
- Et si ça existait (illustrations de Ian De Haes), Alice Jeunesse, 2022  (ISBN 978-2-87426-486-3)
- Le Paradis des coccinelles (illustrations de Marie Leghima), Actes Sud Junior, 2022
- Petite mer (illustrations de Manuela Ferry), Éditions du Pourquoi pas, 2022
- Au nom de nos rêves (collectif), Scrineo, 2022
- 113 raisons d'espérer, Magnard jeunesse, 2022[18]
- Nos amies les bêtes (illustrations de Françoise Rogier), À pas de loup, 2023  (ISBN 9782930787886).
- Le Soleil d'en face (illustrations de Laura Giraud), Alice Jeunesse, 2023[19]  (ISBN 9782874265235).
- Nos violences, Actes Sud Jeunesse, coll. « D'une seule voix », 2023  (ISBN 9782330177164).
- Notre première fête des gens qu’on aime (illustrations de Florence Weiser), Alice Jeunesse, 2023  (ISBN 9782874265327).
- Pom-pom boys (illustrations de Éric Héliot, Kamy Pakdel), Actes Sud Jeunesse, 2024  (ISBN 9782330188818).
- Toute une montagne (illustrations de Françoise Rogier), À pas de loup, 2024  (ISBN 9782930787916)
- Norbert[20] (illustrations de Arianna Simoncini), CotCotCot, 2024  (ISBN 978-2-930941-65-3)
- L'Immense Petite Maison (illustrations d'Anaïs Brunet), Hélium, 2024  (ISBN 978-2-330-19419-2).
- Le Grand Vertige, Slalom, coll. « Emotions », 2025  (ISBN 9782375544556).
- Les Oiseaux rares (illustrations d'Ella Coutance), Actes Sud Junior, 2025  (ISBN 9782330205553).

### Romans graphiques
- Mori[15],[16],[21],[20], CotCotCot éditions, coll. « Les randonnées graphiques », Uccle, 7 juin 2024
Scénario : Marie Colot - Dessin et couleurs : Noémie Marsily -  (ISBN 9782930941639)

## Prix et distinctions
- 2013 : prix Libbylit, décerné par l'IBBY pour Souvenirs de ma nouvelle vie[4] ;
- 2019 : 
  - prix Libbylit, décerné par l'IBBY pour Deux secondes en moins[22] ;
- 2020 : 
  - prix Farniente pour Deux secondes en moins[8] ;
  - « Honour List »[23] de l'IBBY pour Jusqu'ici tout va bien ;
  - prix Victor Première pour Jusqu'ici tout va bien[5] ;
  - prix des Incorruptibles 3e-lycée pour Deux secondes en moins[24] ;
- 2021 : Sélection « Pépite » du Salon du livre et de la presse jeunesse[25], catégorie Fiction Ados, pour Eden, fille de personne ;
- 2022 : 
  - prix Libbylit pour Eden, fille de personne[26] ;
  - prix Bernard Versele (catégorie 1 chouette, dès 3 ans) pour Mamie ça suffit[27] ;
  - prix du livre jeunesse écolo pour S.O.S. Forêt en détresse[28] ;
- 2023 : prix Chronos pour Eden, fille de personne ;
- 2024 : Pépite Fiction Junior du Salon du livre et de la presse jeunesse[29], catégorie Fiction Juniors, pour Mori.
- 2025 : Prix Lu et Partagé pour "Norbert" et "Mori" à la Foire du Livre de Bruxelles[30]

#### Livres
: document utilisé comme source pour la rédaction de cet article.
- Pascale Eben et Karine Magis, Répertoire des auteurs et illustrateurs de livres pour l'enfance et la jeunesse en Wallonie et à Bruxelles, Bruxelles, Wallonie-Bruxelles International, 2014, 192 p., ill. ; 26 cm (ISBN 9782930758008 et 2930758007, OCLC 944278134, lire en ligne), p. 55. .

#### Articles
- Marie Colot (interviewée par Dominique Petre), « Marie Colot : «Tous mes livres viennent de quelque chose qui me touche.» », Ricochet,‎ 20 février 2025 (lire en ligne, consulté le 4 mars 2025).

### Vidéographie
- [vidéo] « LCR - Marie Colot et Noémie Marsily », sur YouTube, émission de télévision présentée par David Courier diffusée sur BX1 le 11 juin 2024.